# Lučka Peterlin Susič
Lučka Peterlin Susič (rojena kot Marija Peterlin), šolnica, kulturna delavka, pisateljica in režiserka, mentorica gledaliških skupin, * 28. januar 1945, Ljubljana, † 15. september 2023, Opčine nad Trstom. 

## Življenje in delo
Rodila se je v Ljubljani očetu Jožetu Peterlinu in materi Lojzki (Lombar), leta 1947 so z družino prišli v Trst, kjer je obiskovala slovenske šole in maturirala na klasičnem liceju leta 1964. Na tržaški univerzi je diplomirala iz leposlovnih ved (zagovarjala je tezo o pomenu Senčnega plesa v Rebulovem pripovednem delu). Že kot otrok je sodelovala z Radijskim odrom na Radiu Trst A in je do smrti ostala dejavna članica te radijske skupine (bila je tudi njegova predsednica med letoma 1998 in 2001). Leta 1969 se je omožila s sociologom prof. Emidijem Susičem. Poučevala je slovenščino, zgodovino in zemljepis na slovenski državni srednji šoli F. Erjavec v Rojanu pri Trstu od leta 1976 do upokojitve. Bila je tudi poverjena ravnateljica te šole.
Aktivna je bila na mnogih kulturnih področjih. Mnogo let je bila dejavna odbornica in tudi podpredsednica Slovenske prosvete v Trstu, kjer je izoblikovala številne prireditve (Prešernove proslave, podelitve raznih literarnih nagrad, predstavitve knjig, srečanja s književniki, priprave na Študijske dneve Draga), a tudi v okviru Društva slovenskih izobražencev in društva Finžgarjev dom na Opčinah, kjer je živela in delovala tudi v okviru župnije in župnijskega pastoralnega sveta. Dejavna je bila pri Slovenskem kulturnem klubu, pri katerem je bila vrsto let animatorka in mentorica, pri reviji Mladika, pri dejavnostih Marijnega doma v Rojanu in pri Sv. Ivanu. Na Opčinah je bila članica cerkvenega pevskega zbora sv. Jerneja in je z njim prepevala vsako nedeljo pri sveti maši in  nastopala na raznih posvetnih in verskih prireditvah ter koncertih, udeleževala se je poletnih pevskih seminarijev Zveze cerkvenih pevskih zborov iz Trsta in tudi tam je popestrila program s kakšnim priložnostnim tekstom. V župniji na Opčinah je vodila tečaj slovenskega jezika in kulture za župljane italijanskega jezika, zanje je organizirala tudi kulturne ekskurzije po Sloveniji. Pisala in sodelovala je v uredništvu Naše besede, glasila slovenskih vernikov župnije sv. Jerneja na Opčinah. Mnogo let je bila predsednica društva Finžgarjev dom, slovenskega kulturnega društva na Opčinah, ki s svojim delovanjem zasleduje vrednote slovenstva, krščanskega etosa in demokracije. Več let je tudi vodila Tečaj lepe govorice za najmlajše.
Lučka Peterlin je napisala več kot 50 izvirnih mladinskih radijskih in gledaliških iger. Stalno je pisala, prirejala in režirala igre za odrske uprizoritve. Pisala je tudi pravljice v prozi in v verzih. Bila je med pobudnicami Gledališkega vrtiljaka, abonmajske sezone slovenskih gledaliških predstav, lutkovnih in igranih, namenjenih otrokom in njihovim staršem. V vsaki sezoni je bila na Gledališkem vrtiljaku tudi po ena predstava v produkciji Slovenskega odra, kjer so nastopali igralci iz njene gledališke šole. Od vsega začetka je sodelovala pri Mali gledališki šoli Matejke Peterlin, tednu, posvečenem intenzivnemu gledališkemu ustvarjanju za otroke. Leta 2007 je Radijski oder izdal zgoščenko z dvema njenima otroškima igrama, ki je priložena knjigi Od Miklavža do Božiča. Pisala je tudi članke za zamejske medije. Od vsega začetka je s svojimi gledališkimi skupinami sodelovala pri Zamejskem festivalu amaterskih dramskih skupin, kjer so njene predstave ali igralci redno prejemali nagrade. 

## Nagrade
- nagrada vstajenje za knjigo Mali gledališki vrtiljak in za življenjsko delo (2017)
- srebrna plaketa JSKD – Javnega sklada za kulturne dejavnosti Republike Slovenije, za dolgoletno vsestransko delo na področju ljubiteljske kulture in kulturnega sodelovanja v zamejstvu (2022)[4]

## Knjige
- Od Miklavža do božiča: dve odrski igri za otroke (s priloženo zgoščenko). Mladika, Trst, 2007 (COBISS)
- Mali gledališki vrtiljak: pet prizorčkov za vse priložnosti (ob 70-letnici revije Pastirček). Goriška Mohorjeva, Gorica, 2017 (COBISS)